# 徐州北站
徐州北站是一个京沪线上的铁路车站，位于江苏省徐州市鼓楼区，建于1915年，目前为上海铁路局直属的特等站，邮政编码为221004。徐州北站位于陇海线和京沪线交汇处，为全国路网性大编组站。南北长8km，东西宽800m，为三级十场，包括地区车场、辅助车场、子场、交换场各一个。2001年时，每日办理货车约22000辆，年吞吐能力750万吨。

## 历史
孟家沟站，建于1915年，站址在徐州下淀乡。
1960年代，由于大跃进造成的铁路货运量激增，徐州站的编组场已不堪重负。因此铁道部在1958年着手计划扩建徐州编组场的同时，还建议另在孟家沟新建三级式机械化驼峰编组站。孟家沟站的编组站建设于1959年8月开工，但由于经济原因，工程于1960年年底停工，之后仅进行了相关的停工维护工作。
1964年后中国经济初见好转，铁路货运继续逐年上升。这时，铁道部意识到1967年南京长江大桥的通车必然会导致设计不合理的徐州站编组场变得不堪重负，因此于1968年下达《关于尧化门编组站和徐州枢纽设计的通知》，责成铁道部第四勘测设计院会同济南铁路局提出徐州枢纽总布置图。1969年第四院提出七个方案供铁道部审查，铁道部于年底批准第七方案：即在保留徐州站编组场的基础上，在孟家沟站新建编组站。同年12月在济南军区军运部、江苏省、徐州市及路内各有关单位参加下召开的审查会议中决定新建孟家沟编组场为由原先的三级五场预留改为二级四场，同时在孟家沟站新建零担货场并新修建枢纽环形联络线。
一期工程于1970年5月开工，1981年主体工程孟家沟二级四场机械化编组站、徐州西货运站相继建成投产。在孟家沟编组场即将投产运营之际，济南铁路局在经过调研后认为原先的方案不足以满足投产后的需求，要求改建徐州站编组场为二级四场并扩建孟家沟编组场为二级七场。1979年，济南铁路局提出的方案经17个单位专家学者论证后确认优于原方案，随之获得江苏省人民政府的同意。1980年济南铁路局将此方案报送铁道部，1983年铁道部批准集中方案，由第四勘测设计院承担设计，同年9月铁道部批准变更后的初步设计。
1985年徐州枢纽改建工程被列入国家“七五”期间重点建设项目，其中涉及徐州北站的项目包括：将既有孟家沟编组场从单向二级四场扩建为双向三级六场半自动化驼峰编组站；修建茅村至夹河寨站联络复线，作为西陇海复线引入徐州北站；扩建徐州北机务段，新建徐州北机务折返段；增建徐州北货车车辆段、站修所。其中的先期的货运部分已于1984年8月开工，1990年9月建成，1992年1月交付济南铁路局投入使用，同时经铁道部批准，孟家沟站更名为徐州北站。原徐州北站更名为徐州西站。
2016年12月8日8时18分，徐州北编组站综合自动化系统全面开通，标志着车站的编组时间将大大降低60%~70%，效率大大提高。

## 车站结构
徐州北站为三级十场规模。其中编组场三级六场规模，包括上行、下行双向达到、编组、出发三级六场。此外还设有子场、交换场，地区车场、辅助车场，总计三级十场。
车站有货物线5条，管辖专用线10条，吞吐能力600万吨。货场占地112亩，货物站台4个，仓库5座，仓储面积21000平方米，设备有轨道衡、地磅、装载机、叉车、龙门吊等。徐州北站站内不办理危险货物运输，不办理煤炭、焦炭货物发到和粮食到达，不办理蜜蜂发到业务，不办理集装箱货物运输。
| 其它站场                 | 其它站场                 | ↑站场名称                | 编号                     | 其他设备                 | ↓站场名称             | 编号                 | 其它站场             | 其它站场             |
| ------------------------ | ------------------------ | ------------------------ | ------------------------ | ------------------------ | --------------------- | -------------------- | -------------------- | -------------------- |
| 京沪铁路上行线往茅村方向 | 京沪铁路上行线往茅村方向 | 京沪铁路上行线往茅村方向 | 京沪铁路上行线往茅村方向 |                          | 京沪铁路下行线从茅村  | 京沪铁路下行线从茅村 | 京沪铁路下行线从茅村 | 京沪铁路下行线从茅村 |
| ←夹孟铁路夹河寨方向      | ↑京上客线                | 上行出发场 （上发场）    | Ⅶ                        | 徐州北机务折返段（孟北） | 下行到达场 （下到场） | I                    | ↓京下客线            | 夹孟铁路             |
| 车辆段                   | ↑京上客线                | 上行出发场 （上发场）    | Ⅶ                        | 子场（Ⅸ场）              | 下行到达场 （下到场） | I                    | ↓京下客线            |                      |
|                          | ↑京上客线                | 上行编组场 （上编场）    | Ⅵ                        | 交换场（Ⅷ场）            | 下行编组场 （下编场） | IV                   | ↓京下客线            | Ⅱ场                  |
|                          | ↑京上客线                | 上行到达场 （上到场）    | Ⅴ                        | 徐州北机务段（沙河）     | 下行出发场 （下发场） | Ⅲ                    | ↓京下客线            | 专用线、徐州钢铁厂   |
| 从徐州西、徐州方向       | 从徐州西、徐州方向       | 从徐州南方向             | 从徐州南方向             |                          | 往徐州南方向          | 往徐州南方向         | 往徐州西、徐州方向   | 往徐州西、徐州方向   |

## 下辖车站
徐州北站是上海铁路局的直属站之一，管辖徐州西站、铜山站、杨屯站、周宅子站和万寨站。